# نورمان لويد جونسون
نورمان لويد جونسون (بالإنجليزية: Norman Lloyd Johnson)‏ هو إحصائي ورياضياتي أمريكي، ولد في 9 يناير 1917، وتوفي في 18 نوفمبر 2004.